# スタリオンライブラリー
『スタリオンライブラリー』は、2023年（令和5年）2月6日から、原則として隔週月曜日12:30 ｰ 
13:00に更新し、放送されているグリーンチャンネルの競馬番組である。
同番組は、過去に現役時代に名勝負を繰り広げ、現役引退後は種牡馬や繁殖牝馬に転じたサラブレッドを毎回数頭取り上げ、それらについての現役時のレース映像や、種牡馬・繁殖牝馬になってからの牧場での様子、その産駒たちの活躍ぶり、また繋養先牧場の関係者のインタビューなどを交えて、その馬たちの近況を広く知ってもらう。

## 放送日時
- 月曜-水曜:12:30-13:00
- 水曜:21:30-22:00
（隔週月曜日12:30-13:00の放送で更新）

## ナビゲーター
- 宮川一朗太

## ナレーション
- 井門宗之

## 取り上げた種牡馬・繁殖牝馬
1. ロードカナロア、スクリーンヒーロー
2. エピファネイア、ヘニーヒューズ
3. マクフィ、リオンディーズ
4. キズナ、ゴールドシップ
5. ダイワメジャー、シニスターミニスター
6. ルーラーシップ、パイロ
7. キタサンブラック、ジャスタウェイ
8. ドレフォン、シルバーステート
9. バゴ、ホッコータルマエ
10. オルフェーヴル、マジェスティックウォリアー
11. ミッキーアイル、ディスクリートキャット
12. キンシャサノキセキ、エスポワールシチー
13. ハービンジャー、デクラレーションオブウォー
14. エイシンフラッシュ、ノヴェリスト
15. ブラックタイド、ダノンバラード
16. リアルスティール、アメリカンペイトリオット
17. グレーターロンドン、イスラボニータ
18. サトノダイヤモンド、ビッグアーサー
19. ダンカーク、ビーチパトロール
20. モーリス、シャンハイボビー
21. アドマイヤムーン、アジアエクスプレス
22. ファインニードル、コパノリッキー
23. マインドユアビスケッツ、カレンブラックヒル
24. スマートファルコン、サトノクラウン
25. ラブリーデイ、リアルインパクト
26. フリオーソ、ディープブリランテ
27. エイシンヒカリ、リーチザクラウン
28. ロゴタイプ、ダノンレジェンド
29. スクワートルスクワート、ディーマジェスティ
30. トランセンド、ジョーカプチーノ
31. Into Mischief、Uncle Mo
32. Tapit、Quality Road
33. Curlin、Hard Spun
34. Medaglia d'Oro、Blame
35. Ghostzapper、Nyquist
36. War Front、Mineshaft
37. American Pharoah、Constitution
38. Gun Runner、Munnings
39. Street Sense、Practical Joke
40. Not This Time、Karakontie
41. Candy Ride、I'll Have Another
42. Good Magic、Justify
43. The Factor、Mendelssohn
44. Frosted、Violence
45. First Samurai、Liams's Map
46. Frankel、Invincible Spirit
47. Dubawi、Wootton Bassett
48. Sea The Stars、Farhh
49. Teofilo、Oasis Dream
50. Starspangledbanner、Too Darn Hot
51. Siyouni、Muhaarar
52. Kodiac、Raven's Pass
53. Kingman、Night of Thunder
54. Lope de Vega、Showcasing
55. New Bay、Camelot
56. Saxon Warrior、Blue Point
57. Havana Grey、Mehmas
58. Australia、Iffraaj
59. Cracksman、Dawn Approach
60. Nathaniel、Holy Roman Emperor
61. Dark Angel、No Nay Never
62. Intello、Study of Man
63. Churchill、Zarak
64. Sea The Moon、The Grey Gatsby
65. Almanzor、Gleneagles
66. スワーヴリチャード、ネロ